# Kurki (gromada w powiecie nidzickim)
Kurki – dawna gromada, czyli najmniejsza jednostka podziału terytorialnego Polskiej Rzeczypospolitej Ludowej w latach 1954–1972.
Gromady, z gromadzkimi radami narodowymi (GRN) jako organami władzy najniższego stopnia na wsi, funkcjonowały od reformy reorganizującej administrację wiejską przeprowadzonej jesienią 1954 do momentu ich zniesienia z dniem 1 stycznia 1973, tym samym wypierając organizację gminną w latach 1954–1972.
Gromadę Kurki z siedzibą GRN w Kurkach utworzono – jako jedną z 8759 gromad na obszarze Polski – w powiecie ostródzkim w woj. olsztyńskim na mocy uchwały nr 22 WRN w Olsztynie z dnia 4 października 1954. W skład jednostki weszły obszary dotychczasowych gromad Brzeźno Łyńskie, Dąb, Kurki, Lipowo Kurkowskie, Marózek i Swaderki ze zniesionej gminy Waplewo w powiecie ostródzkim oraz obszar dotychczasowej gromady Ząbie ze zniesionej gminy Stawiguda w powiecie olsztyńskim w tymże województwie. Dla gromady ustalono 9 członków gromadzkiej rady narodowej.
31 grudnia 1961 gromadę włączono do powiatu nidzickiego w tymże województwie; równocześnie do gromady Kurki włączono wsie Likusy, Natać Mała i Natać Wielka ze zniesionej gromady Jabłonka w powiecie nidzickim.
Gromadę zniesiono 30 czerwca 1968, a jej obszar włączono do gromad: Napiwoda (wsie Brzeźno Łyńskie, Dąb, Likusy, Natać Mała i Natać Wielka oraz leśniczówkę Smolaki) i Waplewo (wsie Kurki, Lipowo Kurkowskie, Marózek, Orzechowo, Selwa, Swanderki i Ząbie, kolonie Marązy i Mędryny oraz osadę Młyn Kurecki) w tymże powiecie.